# Danh sách video của Sơn Tùng M-TP
Bài này chứa các danh sách video của ca sĩ Sơn Tùng M-TP.

## Video âm nhạc
| Tiêu đề                                      | Năm  | Đạo diễn               | Mô tả | Chú thích |
| -------------------------------------------- | ---- | ---------------------- | ----- | --------- |
| "Đừng về trễ"                                | 2013 | Gin Trần               |       |           |
| "Em của ngày hôm qua"                        | 2014 | Danny Đỗ               |       |           |
| "Sống như những đóa hoa" (với nhiều nghệ sĩ) | 2014 | Kawaii Nguyễn Tuấn Anh |       |           |
| "Chắc ai đó sẽ về"                           | 2014 | Phoenix Vũ             |       |           |
| "Không phải dạng vừa đâu"                    | 2015 | Phoenix Vũ             |       |           |
| "Ấn nút nhớ... Thả giấc mơ"                  | 2015 | Không biết             |       |           |
| "Âm thầm bên em"                             | 2015 | Nguyễn Quang Huy       |       |           |
| "Buông đôi tay nhau ra"                      | 2015 | Đinh Hà Uyên Thư       |       |           |
| "Một năm mới bình an"                        | 2016 | Tạ Nguyên Hiệp         |       |           |
| "Chúng ta không thuộc về nhau"               | 2016 | Đinh Hà Uyên Thư       |       |           |
| "Lạc trôi"                                   | 2016 | Đinh Hà Uyên Thư       |       |           |
| "Nơi này có anh"                             | 2017 | Gin Trần               |       |           |
| "Bình yên những phút giây"                   | 2017 | Khương Vũ              |       |           |
| "Gia đình tôi chọn" (với nhiều nghệ sĩ)      | 2017 | Không biết             |       |           |
| "Chạy ngay đi"                               | 2018 | INSP                   |       |           |
| "Chạy ngay đi (Onionn Remix)"                | 2018 | Đinh Hà Uyên Thư       |       |           |
| "Hãy trao cho anh" (hợp tác với Snoop Dogg)  | 2019 | Korlio                 |       |           |
| "Có chắc yêu là đây"                         | 2020 | Jason                  |       |           |
| "Chúng ta của hiện tại"                      | 2020 | Lê Huy Anh             |       |           |
| "Skyler"                                     | 2021 | Robin, Cako            |       |           |
| "Muộn rồi mà sao còn"                        | 2021 | Jason                  |       |           |
| "There's No One At All"                      | 2022 | Jason                  |       |           |
| "There's No One At All (Another Version)"    | 2022 | Jason                  |       |           |
| "Chúng ta của tương lai"                     | 2024 |                        |       |           |

## Sự nghiệp điện ảnh

### Phim
| Năm  | Tên phim                      | Vai diễn   | Ghi chú                       | Chú thích |
| ---- | ----------------------------- | ---------- | ----------------------------- | --------- |
| 2014 | Chàng trai năm ấy             | Đình Phong | Phim điện ảnh                 |           |
| 2016 | M-TP Ambition                 | Chính anh  | Chương trình web ngắn tập     |           |
| 2017 | Âm bản                        | Thiên sứ   | Phim ngắn                     |           |
| 2018 | Chuyến đi của thanh xuân      | Thần tượng | Phim ngắn                     |           |
| 2020 | Sơn Tùng M-TP: Sky Tour Movie | Chính anh  | Phim tài liệu/[[Phim điện ảnh |           |

### Chương trình truyền hình
| Năm  | Tên chương trình | Vai trò                        | Ghi chú       |
| ---- | ---------------- | ------------------------------ | ------------- |
| 2015 | Hòa âm Ánh sáng  | Thí sinh / Giám khảo khách mời | 6 tập (mùa 1) |